# Niederfurth
Niederfurth ist eine Ortslage im Wuppertaler Stadtbezirk Vohwinkel, Wohnquartier Schöller-Dornap. 

## Lage und Beschreibung
Niederfurth liegt im Norden Vohwinkels an der Düssel am Schöllerweg zwischen Hahnenfurth und Schöller. Weitere benachbarte Orte sind Gerhardtsfurth, Heresbach, Heistersfeld und Am Höfchen.

## Etymologie und Geschichte
Der Name Niederfurth leitet sich von einer Furt über die Düssel her. Niederfurth lag etwa 100 Meter flussabwärts vom Ort Oberfurth, der heute als Hahnenfurth bezeichnet wird.
In der Ahnentafel der Namensträger "Cürten" aus Niederfurth ist der Hof erstmals im Jahre 1695 erwähnt. In diesem Jahre erwarb ein Antonius Cürten vom Gut Voisberg den Hof vom Ackerer Erich Forsthof. Der Hof ist als n.Fuhrt auf der Topographia Ducatus Montani des Erich Philipp Ploennies aus dem Jahre 1715 verzeichnet. Im 19. Jahrhundert war Niederfurth ein Wohnplatz in der Landgemeinde Schöller der Bürgermeisterei Haan (ab 1894 Bürgermeisterei Gruiten), die aus der bergischen Herrschaft Schöller hervorging. Auf der Topographischen Aufnahme der Rheinlande von 1824  der Ort mit Furth und auf der Preußischen Uraufnahme von 1843 mit Hahnenfurth beschriftet. Auf Messtischblättern bis Mitte des 20. Jahrhunderts ist der Ort als Höschen beschriftet.
1888 besaß der Ort laut dem Gemeindelexikon für die Provinz Rheinland fünf Wohnhäuser mit 55 Einwohnern. Der Ort wird zu dieser Zeit Niederfurth genannt.
Mit der Gebietsreform von 1975 wurde der Gemeinde Schöller von dem Amt Gruiten im Kreis Düsseldorf-Mettmann abgespaltet und als Wohnquartier Schöller-Dornap nach Wuppertal eingemeindet.